# Julie Kepp Jensen
Julie Kepp Jensen (* 3. Januar 2000 in Hvidovre) ist eine dänische Schwimmerin. Bei Europameisterschaften erschwamm sie einmal Silber und dreimal Bronze auf der 50-Meter-Bahn sowie einmal Silber und dreimal Bronze auf der 25-Meter-Bahn.

## Sportliche Karriere

### Die Jahre bis zur ersten Olympiateilnahme 2016
Im November 2014 gewann Julie Jensen ihren ersten dänischen Meistertitel, als sie bei den Kurzbahnmeisterschaften über 50 Meter Rücken siegte. Bei den im Rahmen der Europaspiele 2015 in Baku ausgetragenen Jugendeuropameisterschaften gewann Julie Jensen die Bronzemedaille über 50 Meter Freistil und über 50 Meter Schmetterling. Über 50 Meter Rücken wurde sie genauso Fünfte wie mit der 4-mal-100-Meter-Freistilstaffel. Ende 2015 bei den Kurzbahneuropameisterschaften in Netanja belegte die dänische 4-mal-50-Meter-Freistilstaffel mit Jeanette Ottesen, Julie Kepp Jensen, Emilie Beckmann und Sarah Bro den vierten Platz mit 0,42 Sekunden Rückstand auf die drittplatzierte russische Staffel.
Im Mai 2016 bei den Europameisterschaften in London schwamm Jensen in den Vorläufen über 100 Meter Freistil die 44. Zeit. Die dänische 4-mal-100-Meter-Freistilstaffel mit Pernille Blume, Julie Kepp Jensen, Sarah Bro und Mie Østergaard Nielsen wurde Fünfte. Im Juli bei den Junioreneuropameisterschaften erschwamm Jensen Gold mit der 4-mal-100-Meter-Freistilstaffel sowie Silber über 50 Meter Freistil. Im August fanden in Rio de Janeiro die olympischen Schwimmwettbewerbe statt. Die dänische 4-mal-100-Meter-Freistilstaffel mit Blume, Jensen, Sarah Bro und Nielsen schwamm die zwölftbeste Vorlaufzeit. Für eine Finalteilnahme fehlten über zweieinhalb Sekunden. Ende 2016 bei den Kurzbahnweltmeisterschaften in Windsor erreichte Jensen nur mit der 4-mal-50-Meter-Freistilstaffel das Finale, das dänische Quartett mit Jensen, Nielsen, Beckmann und Ottesen belegte den fünften Platz mit über einer Sekunde Rückstand auf die Medaillenränge.

### Die Jahre bis zur zweiten Olympiateilnahme 2021
Bei den Junioreneuropameisterschaften 2017 wurde Jensen Zweite über 50 Meter Freistil hinter der Tschechin Barbora Seemanová. Zwei Monate später bei den Juniorenweltmeisterschaften wurde Seemanová über die gleiche Distanz als beste Europäerin Vierte, Jensen schlug als Fünfte zeitgleich mit der Deutschen Angelina Köhler an. Im Dezember fanden in Kopenhagen die Kurzbahneuropameisterschaften 2017 statt. Jensen erreichte sowohl mit der 4-mal-50-Meter-Mixed-Lagenstaffel als auch mit der 4-mal-50-Meter-Mixed-Freistilstaffel den Endlauf, wurde aber im Finale beide Male nicht eingesetzt. Die 4-mal-50-Meter-Freistilstaffel mit Emilie Beckmann, Mie Østergaard Nielsen, Julie Kepp Jensen und Pernille Blume erreichte das Ziel als Dritte mit einer Zehntelsekunde Rückstand auf die zweitplatzierten Schwedinnen. Über 50 Meter Rücken schlug Jensen als Vierte an, 0,02 Sekunden hinter der drittplatzierten Niederländerin Maaike de Waard. Zum Abschluss der Wettbewerbe wurde die 4-mal-50-Meter-Lagenstaffel ausgetragen. Julie Kepp Jensen, Rikke Møller Pedersen, Emilie Beckmann und Pernille Blume erschwammen die Silbermedaille mit einer halben Sekunde Rückstand auf die Schwedinnen.
2018 bei den Europameisterschaften in Glasgow verpasste Jensen als Halbfinalneunte über 50 Meter Freistil das Finale um 0,04 Sekunden. Die dänische 4-mal-100-Meter-Freistilstaffel mit Signe Bro, Emily Gantriis, Julie Jensen und Mie Østergaard Nielsen erreichte das Finale zeitgleich mit den Polinnen als Achte, beide Staffeln wurden zum Finale zugelassen. Im Endlauf unterboten Pernille Blume, Signe Bro, Julie Jensen und Mie Østergaard Nielsen die Vorlaufstaffel um über vier Sekunden und wurden Dritte hinter den Französinnen und den Niederländerinnen, aber 0,23 Sekunden vor den Britinnen. Jensen erreichte noch das Halbfinale über 50 Meter Rücken und über 50 Meter Schmetterling, aber kein Einzelfinale.
2019 bei den Weltmeisterschaften in Gwangju schied Jensen über 50 Meter Rücken und über 50 Meter Freistil im Halbfinale aus. Die dänische 4-mal-100-Meter-Freistilstaffel und die 4-mal-100-Meter-Lagenstaffel erreichten nicht das Finale. Ende des Jahres bei den Kurzbahneuropameisterschaften in Glasgow gewann die 4-mal-50-Meter-Freistilstaffel mit Julie Kepp Jensen, Jeanette Ottesen, Emilie Beckmann und Pernille Blume die Bronzemedaille mit 0,03 Sekunden Rückstand auf die zeitgleichen Staffeln aus Frankreich und den Niederlanden. Über 50 Meter Rücken schlug Jensen als Siebte an. Die dänische 4-mal-50-Meter-Lagenstaffel wurde Vierte mit 0,37 Sekunden Rückstand auf die Medaillenränge.
Wegen der COVID-19-Pandemie wurden die für 2020 geplanten Meisterschaften nach 2021 verschoben. Bei den Europameisterschaften in Budapest im Mai 2021 wurde die 4-mal-100-Meter-Freistilstaffel in der Besetzung Signe Bro, Jeanette Ottesen, Julie Jensen und Pernille Blume Vierte mit fast einer Sekunde Rückstand auf die drittplatzierten Französinnen. Über 50 Meter Rücken erreichte Jensen den sechsten Platz, nachdem sie das Finale erst im Swim-Out gegen die Polin Alicja Tchórz erreicht hatte. Zwei Monate später bei den Olympischen Spielen in Tokio fanden zunächst die Vorläufe in der 4-mal-100-Meter-Freistilstaffel statt. Pernille Blume, Signe Bro, Julie Jensen und Jeanette Ottesen erreichten den Endlauf mit der siebtschnellsten Vorlaufzeit, im Finale wurden die Däninnen Achte. Über 50 Meter Freistil schwamm Jensen die 14. Vorlaufzeit und wurde im Halbfinale 16.
Im November 2021 fanden die Kurzbahneuropameisterschaften in Kasan statt. Über 50 Meter Freistil wurde Jensen Fünfte, über 50 Meter Rücken folgte der sechste Rang und über 50 Meter Schmetterling schlug sie als Achte an. Jensen erreichte noch zwei weitere Endläufe. Mit der 4-mal-50-Meter-Mixed-Freistilstaffel wurde sie Sechste, die 4-mal-50-Meter-Mixed-Lagenstaffel mit Jensen auf der Rückenlage belegte den achten Platz. Sechs Wochen später bei den Kurzbahnweltmeisterschaften in Abu Dhabi trat Jensen in vier Einzeldisziplinen an und erreichte jeweils das Halbfinale. Nur über 50 Meter Rücken schaffte sie es in den Endlauf und wurde Achte.

### Die Jahre bis zur dritten Olympiateilnahme 2024
Bei den Weltmeisterschaften 2022 in Budapest schied Jensen über 50 Meter Rücken im Vorlauf aus, über 50 Meter Schmetterling war im Halbfinale Schluss. Über 50 Meter Freistil erreichte sie das Finale und belegte den achten Platz. Wegen der zahlreichen Verschiebungen im internationalen Terminkalender fanden die Europameisterschaften in Rom zwei Monate nach den Weltmeisterschaften statt. Jensen schied über 50 Meter Schmetterling im Halbfinale aus. Über 50 Meter Rücken und über 50 Meter Freistil wurde sie jeweils Achte. Ende des Jahres bei den Kurzbahnweltmeisterschaften 2022 in Melbourne wurde Jensen Siebte über 50 Meter Rücken. Über 50 Meter Freistil schlug sie als Vierte an, 0,03 Sekunden hinter der drittplatzierten Britin Anna Hopkin, aber auch nur 0,01 Sekunden vor der fünftplatzierten Schwedin Michelle Coleman
Bei den Weltmeisterschaften 2023 in Fukuoka erreichte Jensen kein Finale. Ihre beste Platzierung war die zehntbeste Zeit im Halbfinale über 50 Meter Freistil. Ende des Jahres bei den Kurzbahneuropameisterschaften in Otopeni wurde die 4-mal-50-Meter-Freistilstaffel mit Julie Kepp Jensen, Emilie Beckmann, Signe Bro und Schastine Tabor Vierte. Über 50 Meter Freistil gewann Jensen die Bronzemedaille hinter Michelle Coleman und der Französin Béryl Gastaldello, wobei sie nur 0,02 Sekunden vor den zeitgleichen Viertplatzierten anschlug. Mit der 4-mal-50-Meter-Lagenstaffel wurde Jensen Fünfte wie auch über 50 Meter Schmetterling.
Im Februar 2024 bei den Weltmeisterschaften in Doha verpasste Jensen als Halbfinalelfte über 50 Meter Freistil den Finaleinzug um eine Zehntelsekunde, aber unterbot die Olympianorm um 0,02 Sekunden. Vier Monate später bei den Europameisterschaften in Belgrad wurde Jensen Fünfte über 50 Meter Schmetterling und über 50 Meter Rücken. Die 4-mal-100-Meter-Freistilstaffel mit Elisabeth Sabroe Ebbesen, Signe Bro, Julie Kepp Jensen und Schastine Tabor belegte den zweiten Platz hinter den Ungarinnen. Über 50 Meter Freistil hatte Jensen als Dritte 0,03 Sekunden Vorsprung vor der viertplatzierten Polin Kornelia Fiedkiewicz. In der 4-mal-100-Meter-Lagenstaffel schwammen im Vorlauf Schastine Tabor, Clara Rybak-Andersen, Elisabeth Ebbesen und Julie Kepp Jensen. Im Finale waren Tabor, Rybak-Andersen, Helena Rosendahl Bach und Jensen vier Sekunden schneller als die Vorlaufstaffel und erkämpften Bronze hinter den Polinnen und den Ungarinnen. Bei den Olympischen Spielen in Paris schied Jensen im Halbfinale über 50 Meter Freistil aus.